# Lesesaal West

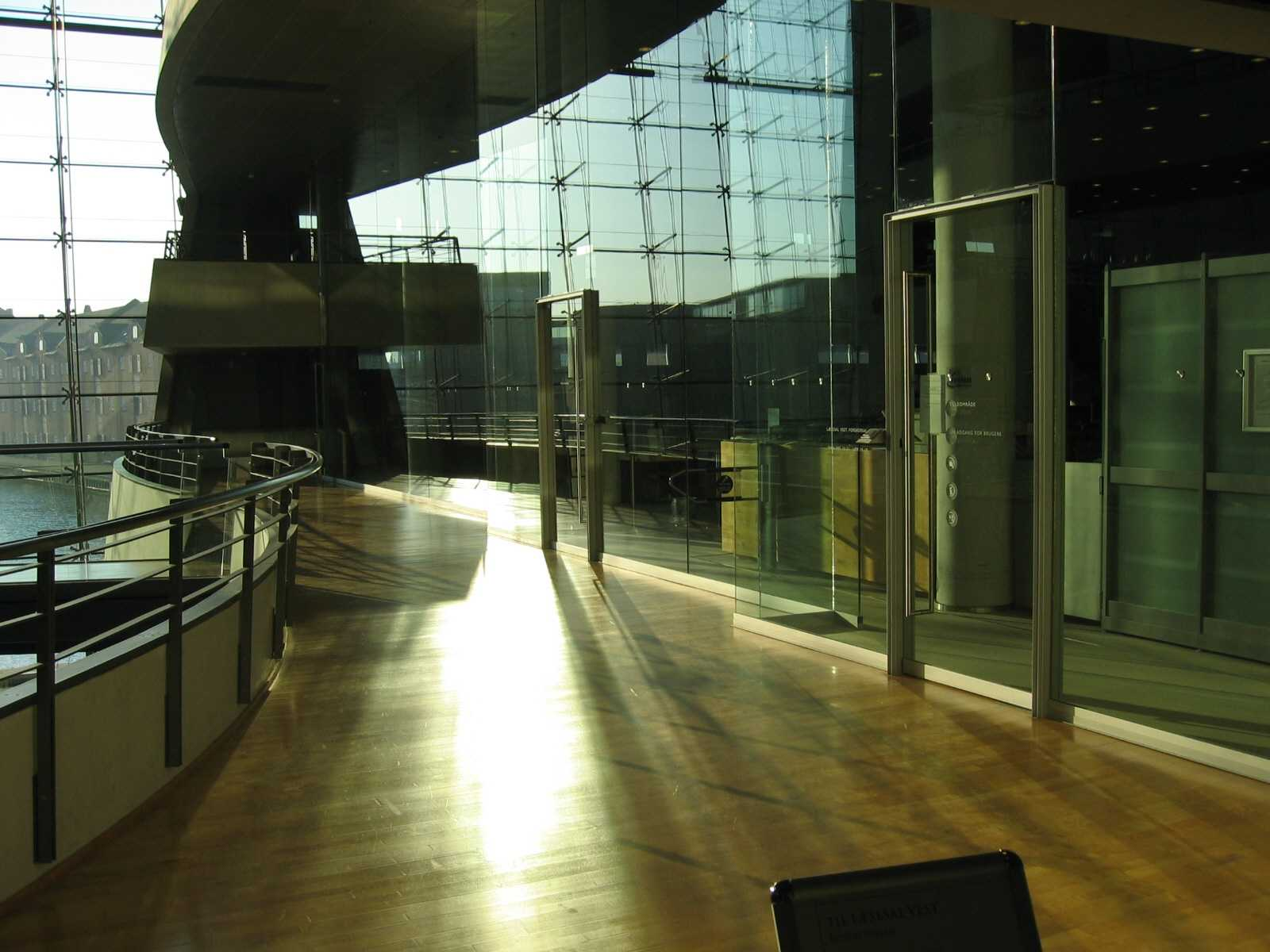
Lesesaal West

Der Lesesaal West (Læsesal Vest) ist der Forschungslesesaal der Dänischen Königlichen Bibliothek (dänisch: Det Kongelige Bibliotek) und damit ein Teil der Nationalbibliothek Dänemarks. Der Lesesaal befindet sich im neuen Bibliotheksanbau Den Sorte Diamant („der schwarze Diamant“) am Slotsholmen in Kopenhagen. Er geht zurück auf die Gründung der Königlichen Bibliothek durch Friedrich III. und hat mehrmals seine Adresse geändert. 
Die Ziele des Lesesaals:
- Studien von lesesaalsklausuliertem Material zu ermöglichen
- Eine große Referenzsammlung zur Verfügung zu stellen
- Die Möglichkeit für einen festen Forschungsplatz zu geben

Zielgruppe:
- Universität Kopenhagen
- Forscher aus dem In- und Ausland
- Andere, die Wissen auf höherem Niveau suchen

Die Referenzsammlung des Lesesaals ist auf zwei Stockwerke verteilt. Die Sammlung besteht aus 65.000 Bänden und sie umfasst mehrere Fachgebiete der Königlichen Bibliothek mit Hauptaugenmerk auf Geisteswissenschaften und Theologie. 